# Adalia bipunctata
Adalia bipunctata, de nombre común mariquita de dos puntos, es una especie de coleóptero cucujoideo de la familia Coccinellidae. Se trata de una especie polimórfica con distribución Paleártica y Neártica.

## Morfología y ecología
El cuerpo es de color negro y tiene forma ovalada, con una longitud máxima de 3,5 a 5,5 mm. La coloración de sus élitros es muy variada y va del negro al rojo. En las formas pigmentadas más comunes, los élitros son de color negro con 4 o 6 puntos rojos, conocidos como Adalia bipunctata f. quadrimaculata y Adalia bipunctata f. sexpustulata, respectivamente. Las formas menos pigmentadas corresponden a Adalia bipunctata f. typica, con élitros de color rojo con dos puntos negros, y Adalia bipunctata f. annulata, con dos parches negros grandes o dos puntos negros grandes y otros puntos negros más pequeños. Existen otras formas más raras en la naturaleza.

### Ciclo de vida y reproducción
Adalia bipunctata presenta dimorfismo sexual, siendo las hembras de mayor tamaño y los machos más pequeños. Los élitros de ambos sexos tienen glándulas que secretan un sustancia cerosa que sirve para reconocer a las parejas y desencadenar el comportamiento de apareamiento. Otras señales de apareamiento generado por le movimiento de los élitros de las hembras son utilizadas para atraer a los machos. Las hembras suelen depositar sus huevos en la superficie inferior de las hojas para protegerlos de la radiación solar y los depredadores. Adicionalmente, en los huevos de esta especie se han identificado compuestos tóxicos, conocidos como alcaloides, entre los que se incluyen la adalina y la adalinina, que también parecen proteger a los huevos contra la depredación. Los huevos de Adalia bipunctata son alargados, de 1 a 1,5 mm de longitud, y de color amarillo-anaranjado. De los huevos eclosionan larvas de coloración marrón-grisácea, con el primer segmento del tórax oscuro, y con el reborde amarillento-anaranjado. La pupa es de color gris oscuro o negruzco, y mide entre 3-3,5 mm de longitud.

### Alimentación
Adalia bipunctata es una especie polífaga que se alimenta normalmente de presas móviles, especialmente de especies de áfidos (pulgones). En ausencia de áfidos, puede alimentarse de otros insectos como cocoideos y diáspidos. También se ha reportado para esta especie casos de canibalismo, especialmente por parte de las larvas, las cuales pueden alimentarse de los huevos u otras larvas.

## Distribución
La mariquita de dos puntos es endémica de Europa, Asia central y América del Norte. Sin embargo, actualmente se encuentran distribuidas en prácticamente todo el mundo, con reportes en África, Oceanía y  América del Sur.

## Importancia económica
Por ser un depredador voráz de áfidos, las mariquitas de la especie Adalia bipunctata es utilizada para el control biológico de estos insectos plaga de cultivos hortícolas, frutales y ornamentales.

## Galería

Variedad en la coloración de adultos de Adalia bipunctata
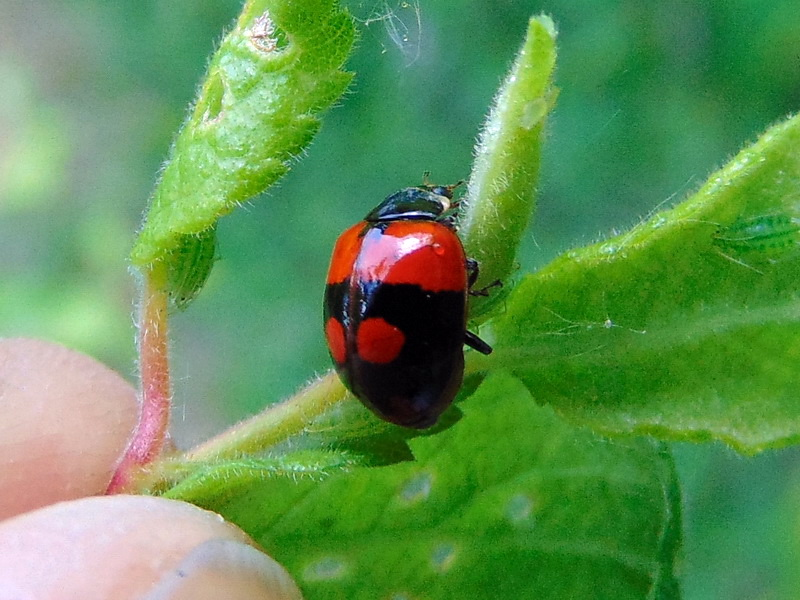
Adalia bipunctata f. quadrumaculata
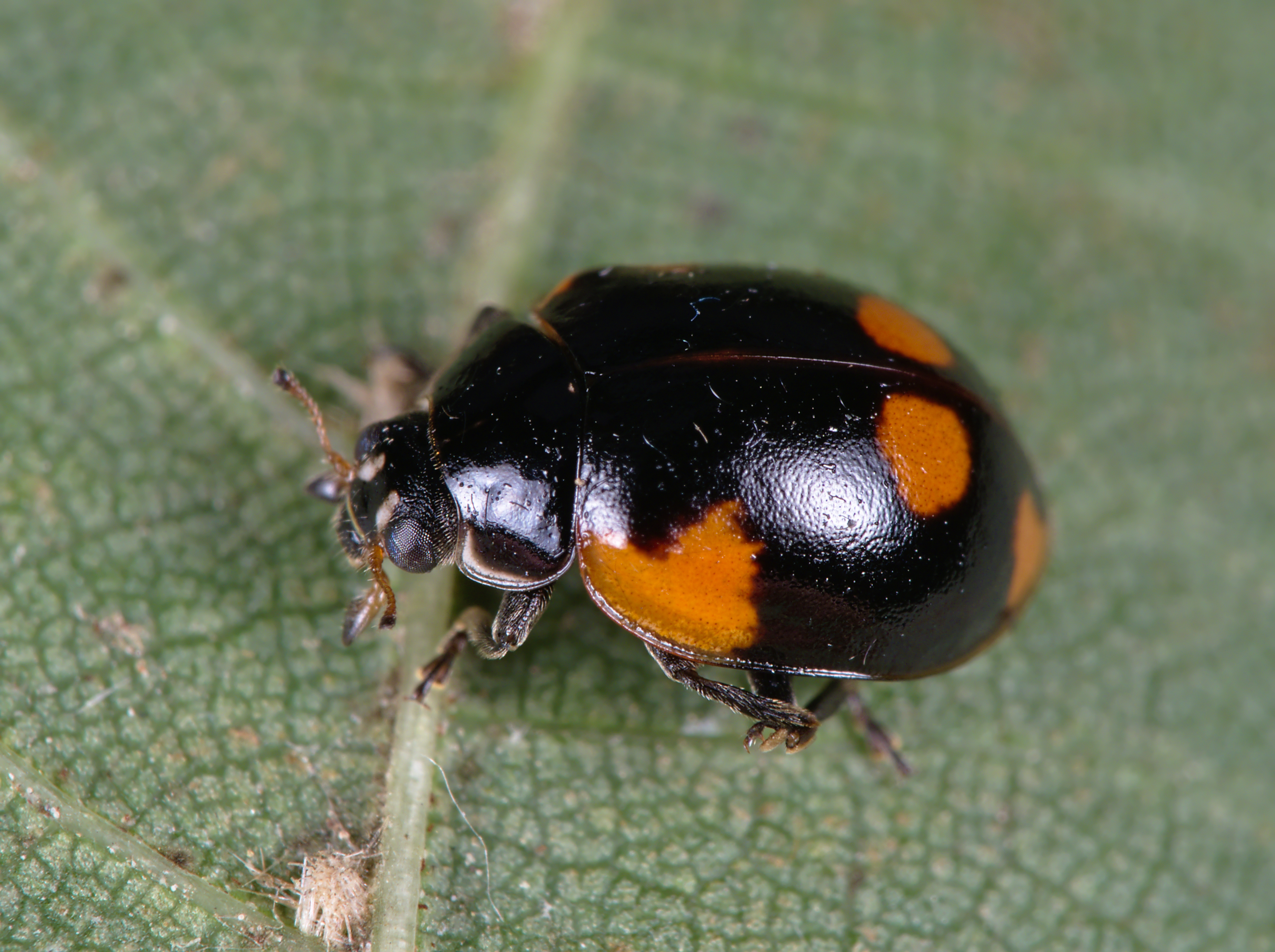
Adalia bipunctata f. sexpustulata
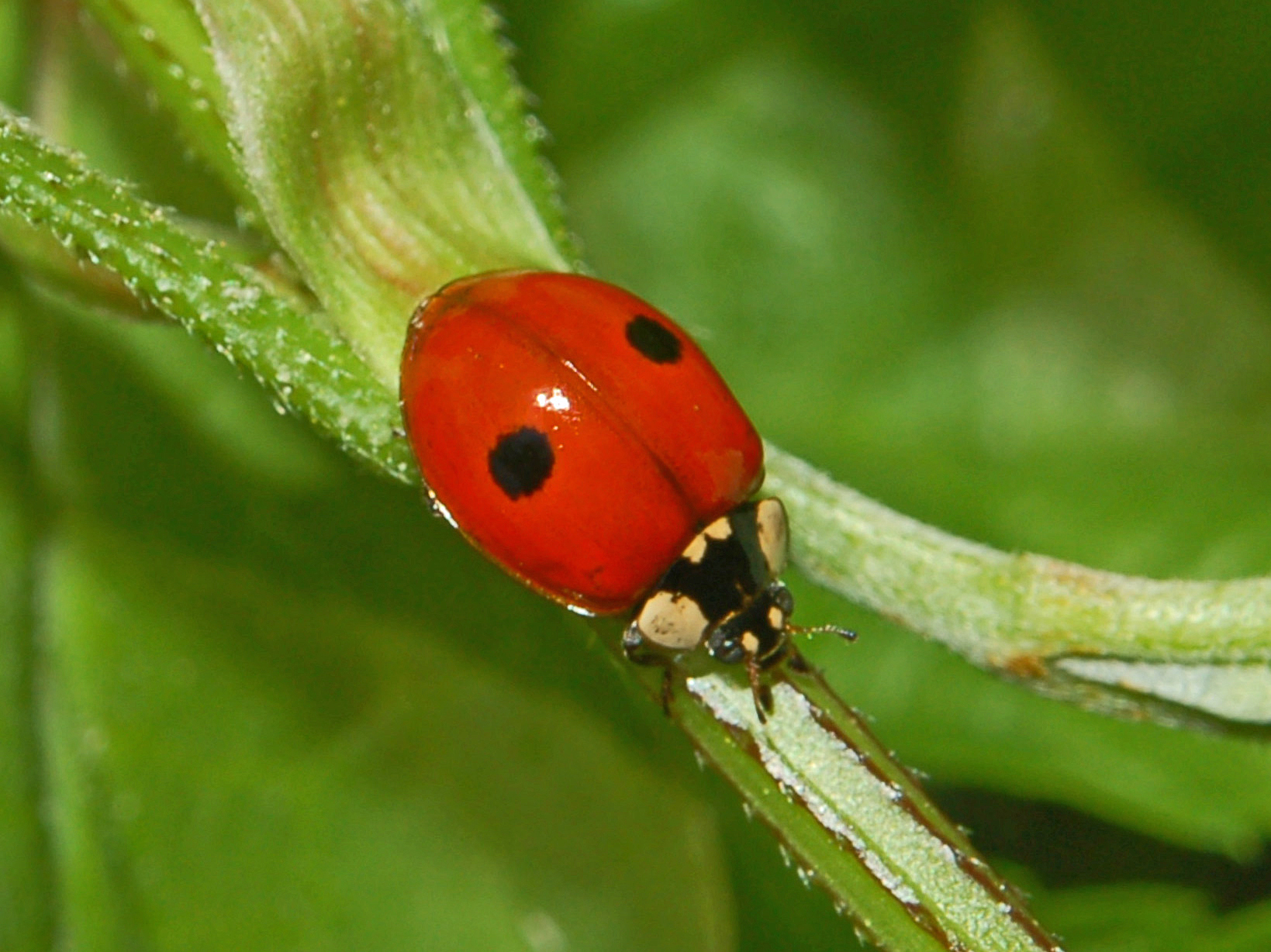
Adalia bipunctata f. typica
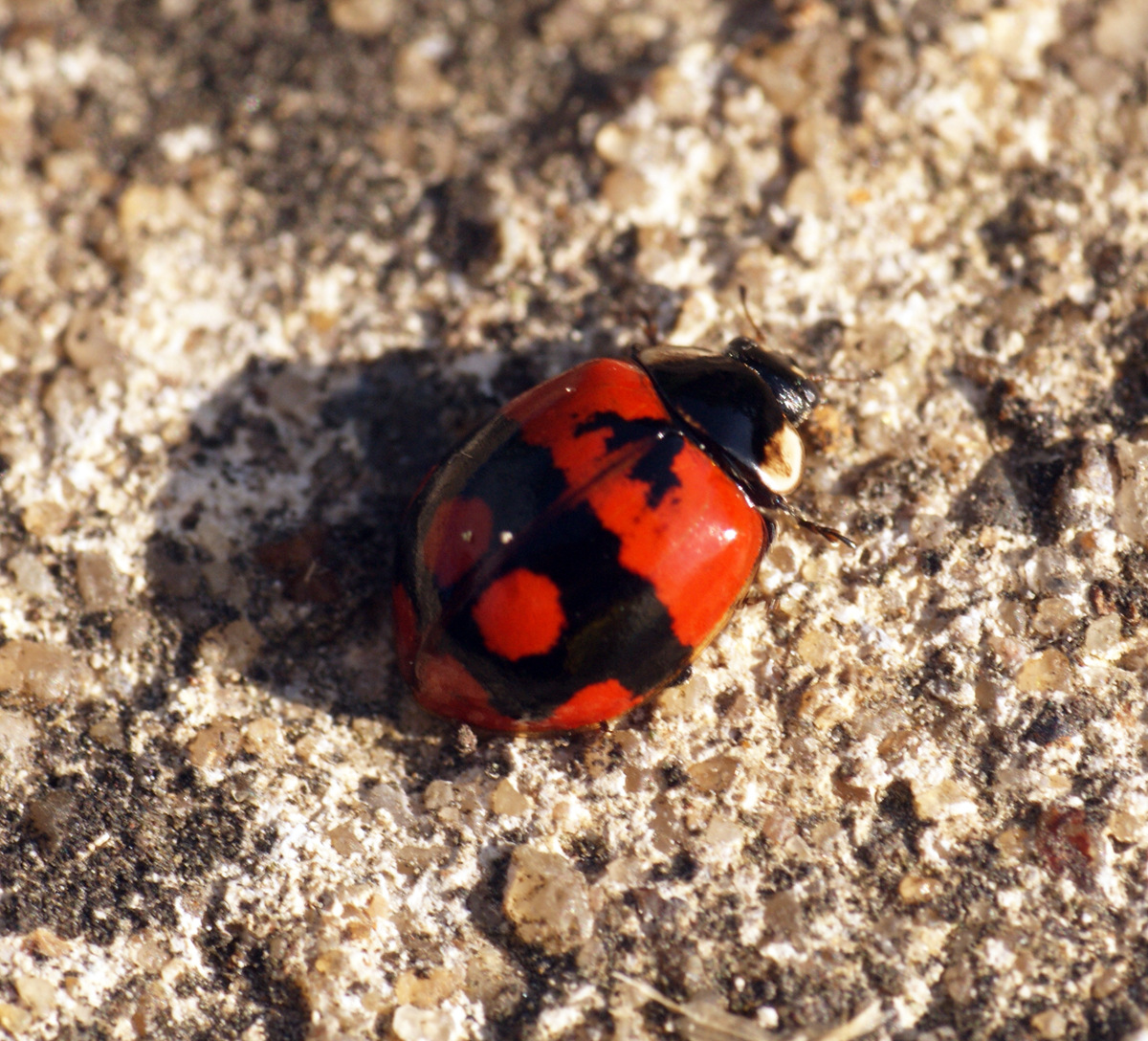
Adalia bipunctata f. annulata

Larva de Adalia bipunctata
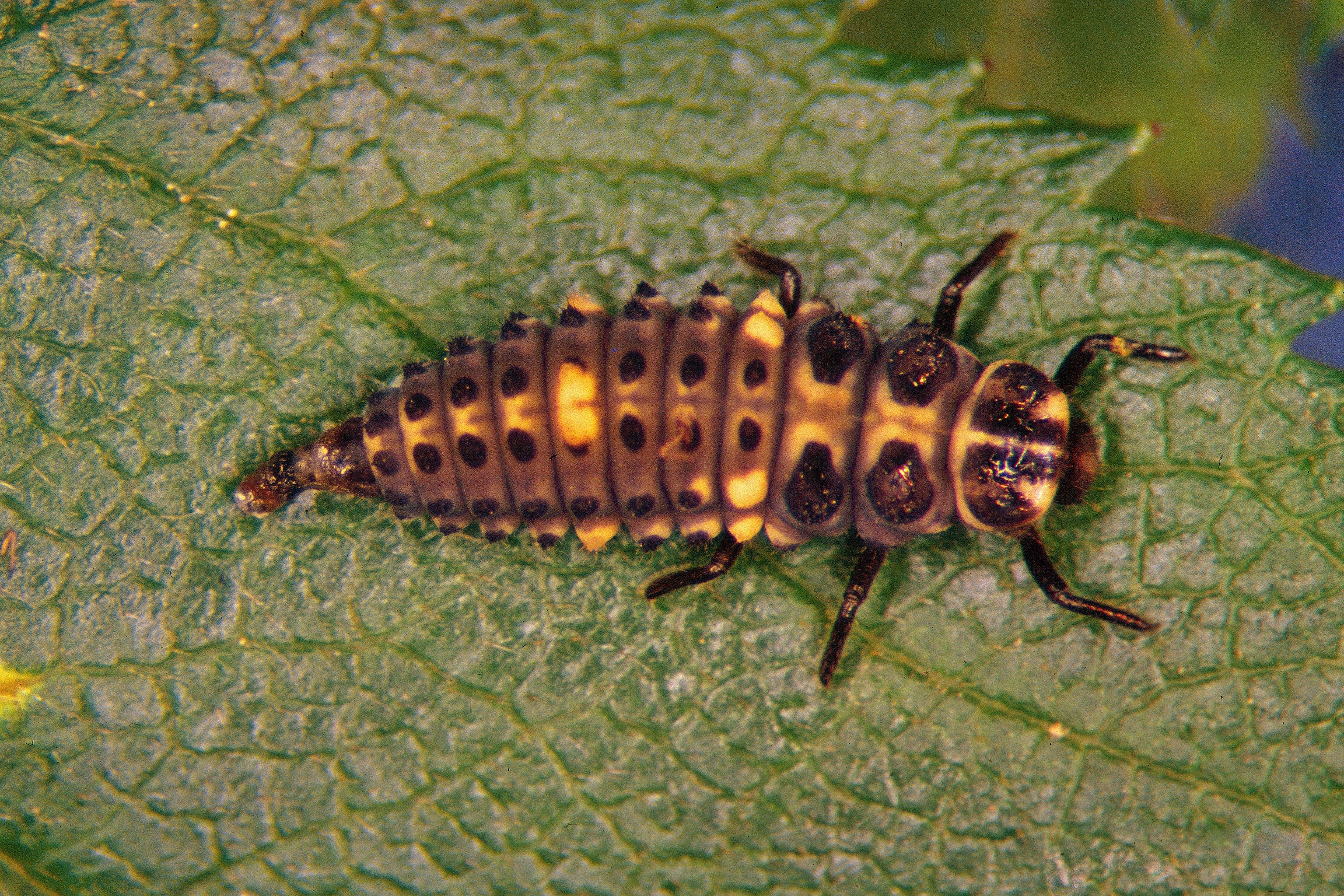